# Eri Klas
Eri Klas   (Tallinn, 7 de juny de 1939 - Tallinn, 26 de febrer de 2016) va ser un director d'orquestra estonià.
Klas va néixer a una família jueva a Tallinn. La seva mare era la pianista Anna Klas. El seu pare, Eduard Klas, va ser assassinat el 1941, durant l’Holocaust. Klas va treballar principalment a l'escena nòrdica, però potser es recorda millor pel seu treball al capdavant de la desapareguda Orquestra Simfònica de la Ràdio dels Països Baixos. De 1999 a 2001 Klas va ser assessor musical de la Israel Sinfonietta Beerxeba, Israel.
Va estrenar el 1r Concert per a violoncel d’Alfred Schnittke (Filharmònica de Munic, 1986) i el ballet Peer Gynt (Òpera estatal d'Hamburg, 1989), i va treballar en la difusió del repertori simfònic estonià.
Klas també va ser actiu com a pedagog, ocupant càtedres a l’Acadèmia Sibelius (1993–97) i a l’Acadèmia Estònia de Música i Teatre (1997 fins a la seva mort), on va rebre un doctorat honoris causa.
Klas va ser condecorat amb l’Orde del Lleó de Finlàndia (1992, amb motiu del 75è Dia de la Independència de Finlàndia) i l’Ordre estoniana de l'Estrella Blanca. Va ser ambaixador de bona voluntat d'UNICEF. El 1986, va ser nomenat Artista Popular de l'URSS. Campió d'Estònia de boxa júnior de pes lleuger, també va ser membre del Comitè Olímpic Estonià.

## Vida personal
Eri Klas es va identificar com a jueu. Malgrat això, el director Neeme Järvi el considerava un veritable estonià.
La mare d'Eri Klas era pianista i professora Anna Klas. El pare d'Eri Klas, Eduard, es va quedar amb els seus pares a Estònia al començament de l'ocupació alemanya, mentre que la seva mare Anna va marxar a la rereguarda de la Unió Soviètica amb el petit Eri. El pare va ser executat a la tardor de 1941.
El 1966 va néixer la filla d'Eri Klas, Marina. La mare de Marina Roos (née Mitt) és l'antiga acròbata i ballarina d'espectacles de varietats Anita Mitt.
Des del 1966 fins al 1968, Eri Klas va estar casada amb la cantant i actriu d'òpera Nieves Lepp (nascuda Redi). Del matrimoni va néixer una filla, l'actriu Diana Klas.
Des de 1972 fins a 1991, va estar casat amb la ballarina, cantant i actriu Ülle Ulla.
El 1992, Eri Klas es va casar amb la pianista Ariel Klas (1952), les filles de la qual de matrimonis anteriors Angelika Klas-Fagerlund (1974) i Marion Elvilä (nascuda a Melnik;) són cantants d'òpera.

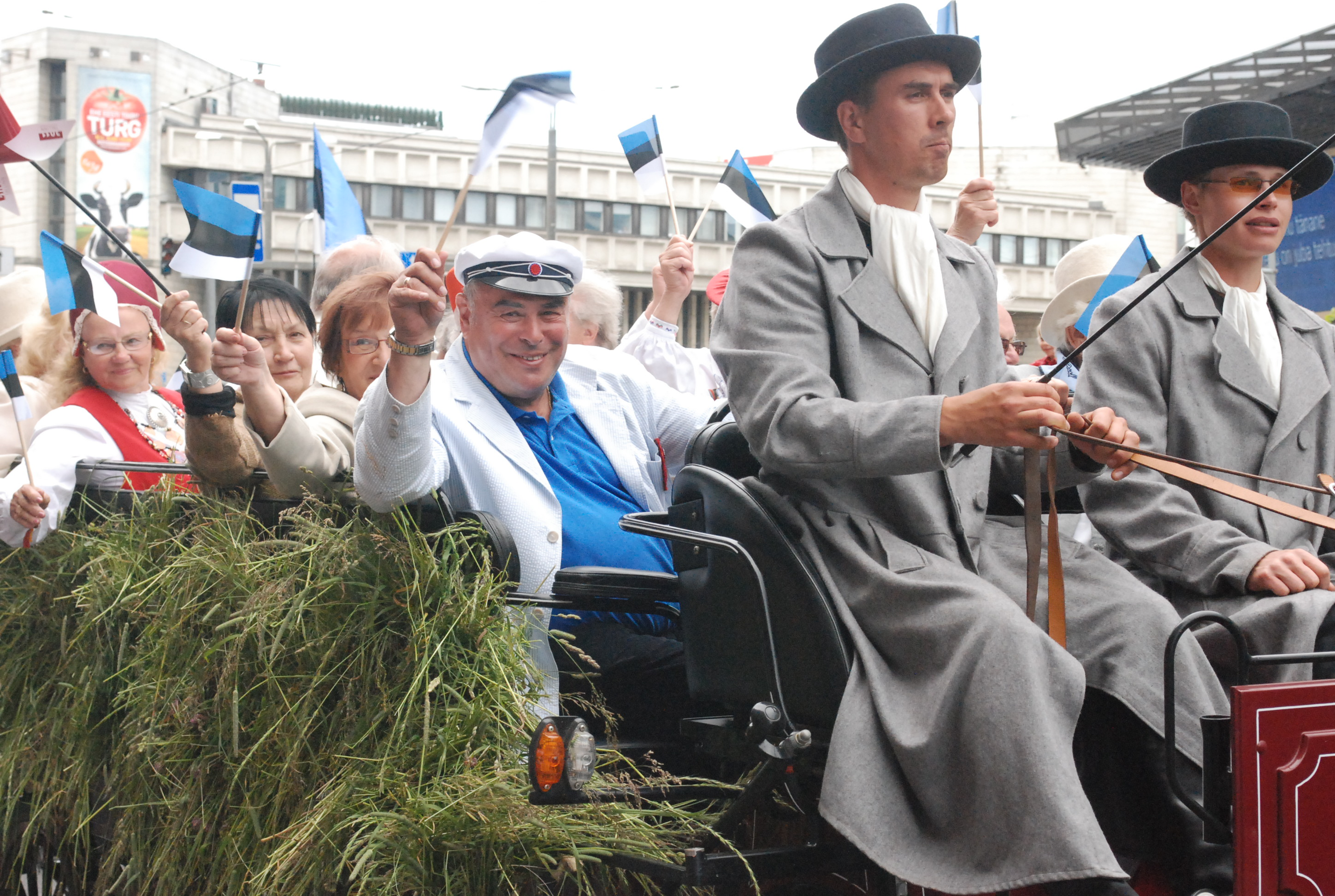
Eri Klas (2009).

Eri Klas va sobreviure a diversos microinfarts. Conduïa quan es va produir un d'ells. El 20 d'abril de 1994, va causar un accident de trànsit a la cruïlla de Põltsamaa al quilòmetre 130 de la carretera Tallinn–Tartu–Võru–Luhamaa, en què va morir una persona. La policia va obrir una causa penal, però es va tancar per la manca d'elements de delicte. El mateix Eri Klas va declarar: «Vaig perdre la visió a causa de problemes de subministrament de sang».
Eri Klas va morir el 26 de febrer de 2016, després d'una greu malaltia. Enterrat a Tallinn, al cementiri jueu de Rahumäe.